# Khaos, les visages humains de la crise grecque
Pour plus de détails, voir Fiche technique et Distribution.
Khaos, les visages humains de la crise grecque est un documentaire français écrit, produit et réalisé par Ana Dumitrescu, sorti le 10 octobre 2012.

## Synopsis
Grèce 2012. Khaos, les visages humains de la crise grecque aborde – à partir de nombreux témoignages et portraits – sans fard, la vie quotidienne du peuple grec, avec Panagiotis Grigoriou – historien et blogueur de guerre économique – pour fil conducteur.
C’est un road-movie au rythme du jazz et du rap qui nous mène de Trikala sur l’île de Kea, en passant par Athènes, à la rencontre du citoyen grec, du marin pêcheur au tagueur politique.

## Fiche technique
- Écriture / Réalisation / Production : Ana Dumitrescu
- Images : Ana Dumitrescu, Jonathan Boissay, Jennifer Aujame
- Son : Jonathan Boissay
- Montage : Ana Dumitrescu, Axelle Malavieille
- Sociétés de Production : EIRL Ana Dumitrescu
- Distribution France : EIRL Ana Dumitrescu
- Distribution Belgique : Libération Films
- Pays d'origine :  France
- Langue : français
- Genre : documentaire
- Durée : 92 min
- Dates de sortie :
  - France : 10 octobre 2012
  - Belgique : 13 mars 2013

## Production
Comme expliqué dans Le Monde, Khaos est un « documentaire d'urgence », produit et distribué entièrement sur fonds propres par la réalisatrice, qu'elle qualifie de documentaire d'urgence. Elle y est qualifiée de « couteau suisse. » Le tournage a débuté le 20 janvier 2012 et le film est sorti moins d'un an après, le 10 octobre 2012.
Au 13 octobre 2013, environ 20 000 spectateurs avaient vu le film en salles, selon un mot de la réalisatrice sur le site du film.

## Accueil

### Accueil critique
Pour Télérama, le film est un « stupéfiant instantané du présent de la crise », tandis que l'Histoire le qualifie de « journalisme de combat. »
En France, le film reçoit des critiques globalement positives, notamment sur le site Allociné, avec une note de 3,7 sur 5 par la presse.

### Festivals et Rencontres
- Ramdam Festival 2013, Tournai : présentation en avant première belge
- Rencontres des cinémas d'Europe 2012, Aubenas
- Festival Attac 2013, Bruxelles